# Вишгородське князівство
Вишгородське князівство — удільне князівство Київської землі. Столиця — Вишгород. Княжий стіл у Вишгороді згадується з другої половини ХІ століття.
Вишгород — одне з найдавніших міст Київської Русі. Воно згадується в літописах вже в 946 році як уділ княгині Ольги. У Вишгороді тримав свій гарем з трьохсот наложниць Володимир Святославич. Вишгород знаходиться на березі Дніпра, біля нього розташовувалася переправа на шляху з Києва до Чернігова. Вишгород ніколи не був центром самостійного князівства в повному розумінні цього слова. У ньому, як правило, сиділи сини великого князя або один з двох великих князів за часів дуумвірату. Крім того, у Вишгороді часто ховалися київські князі під час міжусобиць. Тому безперервного за часом списку вишгородських князів не існує — відомості про вишгородських князів уривчасті і згадки про них зустрічаються в літописах лише епізодично.
У 1240 році Вишгород був розорений монгольським ханом Батиєм. Після цього ані місто, ані князівство в літописах не згадуються.
У XVI ст. на місці Вишгорода було малолюдне поселення. Про колишні часи нагадували лише земляні вали та купи щебеню. Однак з часом Вишгород відродився. Зараз це невеликий районний центр Київської області.

## Князі
| Вишгородські князі             | Вишгородські князі |
| Князь                          | Роки               |
| ------------------------------ | ------------------ |
| Ярополк Ізяславич              | 1077 — 1078        |
| Всеволод Мстиславич            | 1136               |
| Андрій Боголюбський            | 1149               |
| В'ячеслав Володимирович        | 1150 — 1151        |
| Андрій Боголюбський (вдруге)   | 1155 — 1156        |
| Рюрик Ростиславич              | 1161 — 1168        |
| Давид Ростиславич              | 1168 — 1180        |
| Мстислав Давидович             | 1180 — 1187        |
| Ростислав Рюрикович            | 1198 — 1199        |
| Ярослав Володимирович          | 1199 — 1205        |
| Ростислав Рюрикович (вдруге)   | 1205 — 1207        |
| Ростислав Рюрикович (втретє)   | 1208 — 1210        |
| Ростислав Ярославич            | 1210 — 1212        |
| Ізяслав IV Мстиславич          | 1232 — 1235        |
| Ізяслав IV Мстиславич (вдруге) | 1236 — 1239        |